# Mutuelle de Poitiers Assurances
 (avril 2024).
La Mutuelle de Poitiers Assurances est une société d’assurance mutuelle à cotisations variables française créée en 1838 dont le siège social est situé à Ligugé, dans la Vienne (86).
La Mutuelle de Poitiers Assurances conçoit, commercialise et gère des produits d’assurances Auto, Habitation, Santé, Accidents de la Vie, Multi-Mobilités, et Prévoyance, à destination des particuliers et des professionnels. Elle assure la commercialisation de ses contrats par le biais d’un réseau d’Agents Généraux d’Assurance Exclusifs, et compte plus de 300 points de vente.

## Histoire[2]
En 1838, les dommages provoqués par les incendies sont un fléau : Louis-Frédéric Doin-Musset et Charles-Simon Damotte, Directeurs Fondateurs, décident de créer la Société d'Assurance Mutuelle Immobilière contre l'incendie pour les départements de la Vienne, des Deux-Sèvres et de la Vendée.
A l’origine, les Sociétaires ne versent leurs cotisations qu’en fin d’exercice, lorsque les sinistres sont connus, la répartition se faisant proportionnellement aux risques de chacun.
La société ne garantit à l’époque que les immeubles, alors que les sociétaires possèdent également des meubles. Le 22 mai 1839, Louis-Frédéric Doin-Musset et Charles-Simon Damotte décident de donner vie à la Société d’Assurance Mobilière. En août 1839, après un an d’exercice, les deux sociétés gèrent 4 579 contrats.
En 1840, la Mutuelle étend ses opérations aux départements de la Charente et de la Charente-Inférieure.
En 1868, Louis-Henri Désert devient Directeur des deux sociétés, et décide de fusionner les activités mobilières et immobilières. C’est ainsi que naît la Mutuelle de Poitiers Assurances. L’expansion de la société va se développer dans tous les domaines, et le nombre d’agents va croître.
Précurseurs dans le domaine social en créant dès 1894 une Caisse de retraite autonome pour le personnel pouvant fonctionner même en cas de dissolution de la Société, les nouveaux Directeurs s’orientent à cette époque vers le recrutement de jeunes cadres ; et sur le volet commercial, vers la stabilisation du taux des cotisations, et l’extension territoriale de la Société à 12, puis 13 départements.
Le départ de l’expansion de la Mutuelle de Poitiers dans plusieurs domaines a été l’année du krach boursier de 1929. La Société lui vaut :
- l’augmentation du nombre de contrats, avec plus de 100 000 contrats en 35 ans,
- le développement et la restructuration des agences générales et 280 agents receveurs.
Vers la fin des années 1950, sous la direction de Robert Désert, la Mutuelle de Poitiers affirme un intérêt pour les dommages liés aux fortes perturbations météorologiques et pour les dommages liés aux accidents. L'assurance multirisque fera son apparition au sein de la Société.
En 1960, la branche Automobile vient s’ajouter à l’activité mobilière et immobilière de la Mutuelle de Poitiers.
En 1965, la Mutuelle de Poitiers Assurances est retenue par le Directeur de la Gendarmerie Nationale pour la représentation des opérations d’assurances correspondante au cabinet de courtage Barruel et Giraud. C'est alors la création du Service d'Assurance Réservé au Personnel de la Gendarmerie Nationale (SARPGN). En 2000, la Mutuelle de Poitiers Assurances devient actionnaire majoritaire du cabinet.
Entre 1978 et 1991, sous la direction de Alain Désert, c’est une période de grande expansion territoriale qui s’opère à la Mutuelle de Poitiers, avec l’ouverture de nouvelles agences sur le territoire français.
Au début des années 1980, la Société décide d’étendre ses activités vers le remboursement des frais médicaux, pour le personnel, en créant un Contrat Santé Sécurité, bien avant la couverture maladie universelle créée par la loi du 27 juillet 1999.
En 2021, la Mutuelle de Poitiers Assurances cherche à développer ses produits d’assurances. Face à la montée en puissance des nouveaux moyens de déplacements, dits EDPM (Engins de Déplacement Personnel Motorisés), la Société étend sa gamme et lance le produit d’assurance Multi-Mobilités. Cette offre reconnue par la profession reçoit le prix de l’innovation (Argus d’Or de l’Assurance).
Le 26 novembre 2021, la Mutuelle de Poitiers Assurances crée la société Pronoé Prévoyance, formant ainsi un groupe de sociétés d’assurance.

## Fonctionnement
La Mutuelle de Poitiers Assurances s’appuie sur son réseau d’Agents Généraux d’Assurance Exclusifs grâce à une délégation de gestion tant au niveau de la souscription des contrats qu’au niveau du règlement des sinistres. Ce sont les Agents Généraux de la Mutuelle de Poitiers qui règlent directement les assurés dans la plupart des cas.

## Filiales
La Mutuelle de Poitiers Assurances détient 3 filiales :

### SAS Barruel & Giraud
En 2000, la Mutuelle de Poitiers Assurances devient actionnaire majoritaire du Cabinet Barruel et Giraud, spécialiste des assurances des gendarmes, sous la marque SARPGN (Service d’Assurance Réservé au Personnel de la Gendarmerie Nationale)
En 2020, le Cabinet Barruel et Giraud décide d’apporter son savoir-faire au service des sapeurs-pompiers, en créant la marque SADP (Service d’Assurance Des Pompiers).

### SA Pronoé Prévoyance[4]
Dès 2020, la Mutuelle de Poitiers Assurances se penche sur le développement de son propre produit Prévoyance. Jusqu’alors proposé par un partenaire et commercialisé par la Mutuelle de Poitiers, la société voit un réel besoin de ses assurés et décide de créer son assurance Prévoyance.
En 2022, la Mutuelle de Poitiers Assurances obtient l’agrément de l’ACPR et est autorisée à commercialiser son produit d’assurance Prévoyance. La commercialisation débute le 26 janvier 2023.

### STIC
La STIC (Société pour le Traitement de l’Informatique dans le Centre) est une filiale de traitement informatique qui assure une partie du traitement informatique de la Mutuelle de Poitiers Assurances et propose aussi ses services à d’autres entreprises.